# Diphenyldisulfid
Diphenyldisulfid ist eine chemische Verbindung aus der Gruppe der Disulfide.

## Gewinnung und Darstellung
Diphenyldisulfid kann durch Reaktion von Luft mit einer Lösung von Thiophenol gewonnen werden.

## Eigenschaften
Diphenyldisulfid ist ein weißes bis gelbliches kristallines Pulver mit strengem Geruch, das praktisch unlöslich in Wasser ist. Die Verbindung zersetzt sich bei Temperaturen über 200 °C langsam. Sie besitzt eine orthorhombische Kristallstruktur mit der Raumgruppe P212121 (Raumgruppen-Nr. 19). Diphenyldisulfid  reagiert leicht mit Kohlenstoff-Nukleophilen und Alkenen.

## Verwendung
Diphenyldisulfid wird als zur Reagenz zur Einführung eines Phenylthio-Teils in Verbindungen verwendet.